# Lurago d'Erba
Lurago d'Erba là một đô thị ở tỉnh Como trong vùng Lombardia, có cự ly khoảng 30 kilômét (19 mi) về phía bắc của Milano và khoảng 13 kilômét (8 mi) về phía đông nam của Como. Tại thời điểm ngày 31 tháng 12 năm 2004, đô thị này có dân số 4.911 người và diện tích là 4,7 km².
Lurago d'Erba giáp các đô thị: Alzate Brianza, Anzano del Parco, Inverigo, Lambrugo, Merone, Monguzzo.